# الصلولة (إب)
الصلوله هي إحدى قرى الجمهورية اليمنية. وهي تتبع جغرافيًا لمحافظة إب. وإداريًا لمديرية جبله. يبلغ تعداد سكانها 994 نسمة حسب الإحصاء الذي جرى عام 2004.